# 海上警察隊 (満洲国)
海上警察隊（かいじょうけいさつたい）は、満洲国が設置した沿岸警備隊。

## 概要
満洲国の警察の傘下にある組織で、「密入国、密輸及び密漁の監視取締並びに海上の治安維持」を主な任務とする。
「警察隊」の名称を用いているが、創設当初から日本海軍（駐満海軍部）が深く関わっており、陸軍系の満洲国軍の江上軍よりも海軍色の濃い組織であった。太平洋戦争中期以降になると、日本海軍に代わって物資輸送船の警備を行うまでになった。
また、海上警察隊員の半数が日本人で構成され、海軍出身者が大多数を占めるなど、満洲国警察でも特異な存在でもあった。

## 歴史

### 前史
満洲国建国以前の奉天軍閥の海軍兵力は東北艦隊と称し、沈鴻烈上将のもと合計21隻の艦艇を保有していた。
ところが満洲事変勃発後、沈とともに東北艦隊は南京国民政府の下に逃走。渤海や黄海の領海警備を担う組織は事実上皆無となった。
満洲国建国後、日本海軍（駐満海軍部）の協力の下で海上警察機関を創設することになり、沿岸監視警察隊を設置した。

### 海辺警察隊
1932年（大同元年）、「特殊警察隊官制」（大同元年教令第33号）により、沿岸監視警察隊は海辺警察隊と改称した。その後、1938年（大同2年）に第一期充実計画が策定され、新船艇の建造・購入が進められた。そして営口市に本部が置かれた。

### 海上警察隊
1937年（康徳4年）、「特殊警察隊官制」が廃止することになり、海辺警察隊は新たに海上警察隊へと改組された。
1938年（康徳5年）、水上警察については沿岸部の県に移管された。

## 組織
1943年（康徳10年）時点
- 警務科
  - 警務股、保安股、教養股、人事股、特務股、経理股、営繕股
- 船政科
  - 船政股、機政股
- 航空部隊
- 警備船部隊
- 教習所
- コロ島無線電信所
- 大東無線電信所
- 荘河無線電信所

## 主力艦
海威（ハイウェイ）
性能諸元
排水量 基準：755トン
全長 88.4m
全幅 7.7m
機関 蒸気タービン2軸推進、16,700shp
最大速力 31.5ノット
兵装 12cm単装砲3基、6.5cm単装機銃2基、45cm3連装発射管2基6門
海威は海上警察隊の主力艦船であり江防艦隊も含めた満洲国所有の戦闘艦の中では最大の艦であった。元は日本海軍の駆逐艦樫であり、1917年（大正6年）3月31日、舞鶴海軍工廠で竣工した。第一次世界大戦では地中海へ派遣され船団護衛任務にも就いている。その後は水上機の運用試験などに使用され、1937年（康徳4年、昭和12年）5月1日除籍。後満洲国に譲渡されて海上警察隊の所属となった。しかし太平洋戦争が始まった翌年1942年（康徳9年、昭和17年）6月29日に無償貸与の形で日本海軍に渡され主に東シナ海などで護衛・哨戒活動を行ったが、1944年（康徳11年、昭和19年）10月10日、沖縄で十・十空襲に遭遇して戦没した。

## 保有船艇

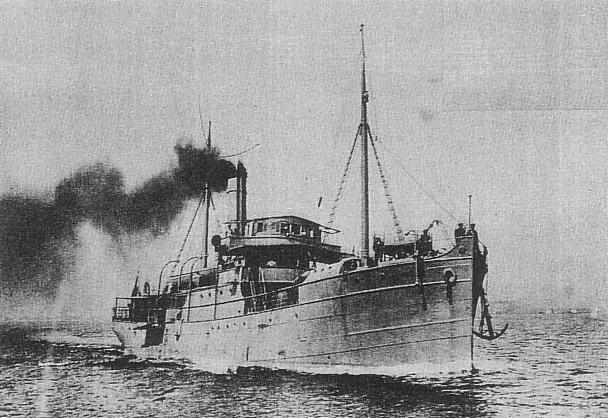
警備船「海王」

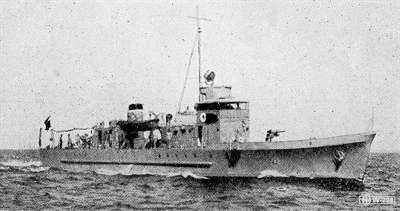
警備船「海龍」

1943年（康徳10年）時点
- 警備船
  - 海王（700t）
  - 海鳳（200t）
  - 海龍（200t）
  - 海瑞（45t）
  - 海光（45t）
  - 靖海（150t）
  - 栄安（126t）
  - 駿通（60t）
  - 第1遼河（43t）
- 警備艇
  - 第2海辺（43t）
  - 第3海辺（43t）
  - 第4海辺（43t）